# Within Reach
Within Reach est un groupe suédois de punk hardcore revival, originaire d'Arboga, actif entre 1996 et 2001.

## Histoire
Within Reach est formé au début de 1996 par Magnus Törnkvist (chant), Jocke Eriksson (batterie), Magnus Brolin (basse) et Björn Hahne (guitare). Après seulement quelques semaines de répétitions, le groupe est invité à participer à la compilation Penalty (Wounded Records), pour laquelle deux chansons sont enregistrées.
Au printemps-été de la même année, l'EP auto-distribué The Light Will Return est publié et attire l'attention de Sidekicks Records, qui signe le groupe. À l'automne de la même année, le premier EP Something's Not Right est publié, suivi d'une tournée en Suède. L'année suivante, en 1997, sort le premier album studio du groupe, Strength through Diversity. Après l'album, Robin Sundqvist (anciennement de Passage 4) devient le guitariste permanent du groupe, ce qui donne lieu à un style musical légèrement différent.
En 1999, l'EP Reconsider/Reconstruct sorti. Ce disque sera le dernier du groupe pour Sidekicks Records, et le groupe est signé par Bad Taste Records, qui sort le deuxième album studio du groupe, Fall from Grace (2000), suivi du split 1125/Within Reach, sorti sur Shing Records. Le dernier album du groupe, Complaints Ignored, sort en 2001 ; Within Reach se sépare plus tard dans l'année.

## Discographie

### Albums studio
- 1997 : Strength through Diversity
- 2000 : Fall from Grace
- 2001 : Complaints Ignored

### EP
- 1996 : The Light Will Return
- 1996 : Something's Not Right
- 1999 : Reconsider/Reconstruct
- 2000 : 1125/Within Reach